# Abierto Internacional Varonil Club Casablanca 2006
L'Abierto Internacional Varonil Club Casablanca 2006 è stato un torneo di tennis facente parte della categoria ATP Challenger Series nell'ambito dell'ATP Challenger Series 2006. Il torneo si è giocato a Città del Messico in Messico dal 24 al 30 aprile 2006 su campi in cemento.

## Vincitori

### Singolare
Rik De Voest ha battuto in finale  Glenn Weiner con il punteggio di 7–6(2), 7–6(2)

### Doppio
Pierre-Ludovic Duclos /  André Ghem hanno battuto in finale  Rik De Voest /  Glenn Weiner con il punteggio di 6–4, 0–6, [10–3]